# Dmitri Fakirianov
Dmitri Fakirianov, né le 18 novembre 1994, est un grimpeur russe.

## Biographie
Il  remporte aux Championnats d'Europe d'escalade 2020 à Moscou sa première médaille continentale avec la médaille de bronze en difficulté.

## Palmarès

### Championnats d'Europe
- 2020 à Moscou,  Russie
  -  Médaille de bronze en difficulté